# Gammel Skagen
Gammel Skagen (dt. Alt Skagen), auch Højen genannt, ist ein Ort in der Frederikshavn Kommune in der dänischen Region Nordjylland.
Der Ort ist bekannt für seine kleinen gelben Häuschen mit roten Dächern in einer Dünenlandschaft direkt an der Nordsee. Aus dem Ort ging später die Stadt Skagen, die nordöstlich von Gammel Skagen liegt, hervor. Südöstlich des Ortes liegt die ehemalige Kirche von Gammel Skagen, wegen zahlreicher Sandstürme musste diese aufgegeben werden. Sie wurde bekannt als die Versandete Kirche. Die über 1 km² große Wanderdüne Råbjerg Mile befindet sich südlich des Ortes.
Aufgrund der zahlreichen Naturphänomene und der malerischen Häuschen, ließen sich im Ort oft Maler, wie Michael Ancher, Christian Krohg, Marie Krøyer und Peder Severin Krøyer nieder. Gammel Skagen ist heute stark touristisch geprägt. Rund um den Ort erstrecken sich Ferienhausgebiete und im Ort selbst befinden sich zahlreiche Hotels.